# Liste des divinités du vent

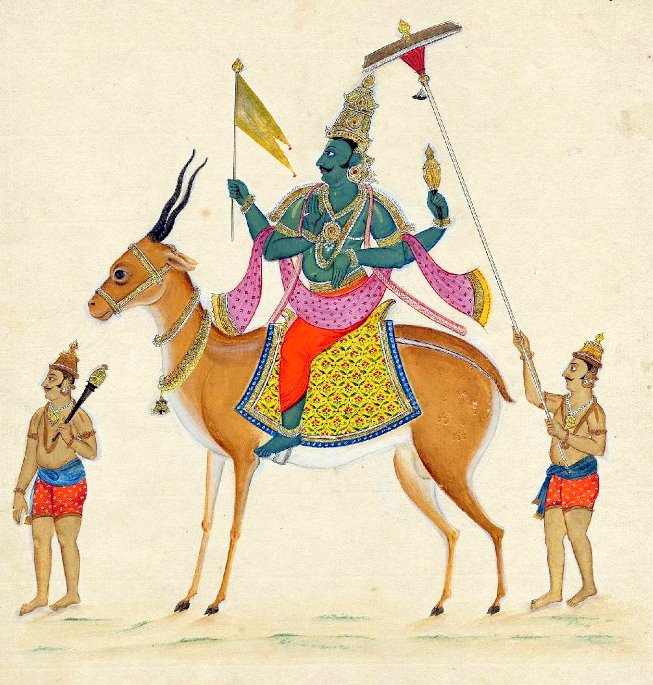
Le dieu hindou du vent, Vayu.

Un dieu du vent est un dieu qui gouverne le(s) vent(s). Les divinités de l'air peuvent également être considérées comme telles, car le vent n'est rien de plus que de l'air en mouvement. Il est fréquent de trouver de nombreuses religions polythéistes possédant un ou plusieurs dieux du vent. Certaines peuvent également avoir un dieu de l'air distinct ou un dieu du vent qui se double d'un dieu de l'air. De nombreux dieux du vent sont également liés à l'une des quatre saisons.

## Afrique

### Egypte
- Amon, dieu de la création et du vent.
- Henkhisesui, dieu du vent d'est.
- Ḥutchai, dieu du vent d'ouest.
- Qebui, dieu du vent du nord qui apparaît comme un homme à quatre têtes de bélier ou un bélier ailé à quatre têtes.
- Shehbui, dieu du vent du sud.
- Shu, dieu de l'air.

## Europe

### albanie
- Shurdhi, dieu météorologique qui provoque des tempêtes de grêle et lance le tonnerre et les éclairs.
- Verbti, dieu du temps qui provoque des tempêtes de grêle et contrôle l'eau et le vent du nord.

### Balto-slave

#### Lituanien
- Vejopatis, dieu du vent selon au moins une tradition.

#### Slave
- Dogoda est la déesse du vent d'ouest, de l'amour et de la douceur.
- Stribog est le nom du dieu slave des vents, du ciel et de l'air. On dit qu'il est l'ancêtre (grand-père) des vents des huit directions.
- Moryana est la personnification du vent froid et violent soufflant de la mer vers la terre, ainsi que de l'esprit de l'eau.
- Varpulis est le compagnon du dieu du tonnerre Perun qui était connu en Europe centrale et en Lituanie.

### Basque
- Egoi, dieu du vent du sud[1].

### Celte
- Sídhe ou Aos Sí constituaient le panthéon de l'Irlande préchrétienne. Sídhe est généralement considéré comme un « peuple des fées », mais il signifie également « vent » ou « rafale » en vieil irlandais[2].
- Borrum, dieu celtique des vents[réf. nécessaire].

### Germanique
- Kári, fils de Fornjót et frère d'Ægir et de Logi, dieu du vent, apparemment en tant que personnification de celui-ci, tout comme ses frères personnifient la mer et le feu.
- Njörð, dieu du vent, en particulier en ce qui concerne les marins.
- Odin, considéré par certains érudits comme un dieu de l'air/du souffle[réf. nécessaire].

### Gréco-romain
- Éole, gardien des vents ; les auteurs ultérieurs en ont fait un dieu à part entière.
- Les Anémoi (en grec Ἄνεμοι, « vents ») étaient les dieux grecs du vent.
  - Borée (Βορέας), dieu du vent du nord et de l'hiver.
  - Eurus (Εὖρος), dieu du vent d'est ou du sud-est.
  - Notus (Νότος), dieu du vent du sud.
  - Zéphyrus (Ζέφυρος), dieu du vent d'ouest.
- Aura, la brise personnifiée.
- Aurai, nymphes de la brise.
- Cardea, déesse romaine de la santé, des seuils, des charnières de porte et des poignées ; associée au vent.
- Tritopatores, dieux du vent et du mariage.
- Venti, (latin, « vents ») divinités équivalentes aux Anémoi grecs.

### Asie occidentale

#### Perse zoroastrien
- Vayu-Vata, deux dieux souvent associés ; le premier était le dieu du vent et le second était le dieu de l'atmosphère/de l'air.

#### Mésopotamien
- Enlil, le dieu sumérien de l'air, du vent, du souffle, de l'envol.
- Ninlil, déesse du vent et épouse d'Enlil.
- Pazuzu, roi des démons du vent, démon du vent du sud-ouest et fils du dieu Hanbi.

### Ouralien

#### Finlandais
- Ilmarinen, forgeron et dieu du vent, du temps et de l'air.
- Tuuletar, déesse ou esprit du vent.

#### Hongrois
- Szélatya, le dieu hongrois du vent[réf. nécessaire].
- Szélanya, la déesse hongroise du vent et fille du dieu primordial Kayra[réf. nécessaire].
- Zada, gardien de la précieuse pierre Yada Tashy[réf. nécessaire].

#### Sami
- Bieggolmai, dieu des vents d'été, imprévisible et maniant la pelle.
- Biegkegaellies, dieu des vents d'hiver.

## Asie-Pacifique / Océanie

### Asie du Sud et de l'Est

#### Inde
- Vayu, dieu des vents et de l'air.
- Rudra, dieu védique des tempêtes, des vents et de la chasse.
- Swasti, consort de Vayu et shakti ou pouvoir de Vayu.

#### Inde védique
- Maruts, serviteurs d'Indra, parfois identiques au groupe de dieux ci-dessous.
- Rudra, dieu du vent ou de la tempête.
- Rudras, disciples de Rudra.
- Vayu, dieu du vent.

#### Chinois
- Fei Lian, dieu chinois du vent ; Feng Bo est la forme humaine de Fei Lian.
- Feng Po Po, déesse chinoise du vent.
- Feng Hao, général du vent.
- Han Zixian, assistante de la déesse du vent.

#### Japonais
- Fūjin, dieu du vent.
- Shinatsuhiko, dieu des vents.
- Susanoo, dieu des tempêtes.

#### Coréen
- Yondung Halmoni, déesse vénérée par les agriculteurs et les marins.

#### Vietnamien
- Thần Gió, dieu du vent.

### Austronésie

#### Philippines
- Amihan, déesse tagalog et visayan des vents du nord-est. Elle est également connue sous le nom d'Alunsina.
- Anitun Tabu, ancienne déesse tagalog capricieuse du vent et de la pluie.
- Apo Angin, dieu Ilocano du vent.
- Buhawi, dieu tagalog des tourbillons et des arcs d'ouragans. Il est l'ennemi de Habagat.
- Habagat, dieu tagalog des vents, également appelé dieu de la pluie, est souvent associé à la saison des pluies. Il règne sur le royaume de l'argent et de l'or dans le ciel, ou sur l'ensemble de l'Himpapawirin (atmosphère).
- Lihangin, dieu Visayan du vent.
- Linamin à Barat, déesse des vents de mousson à Palawan.

### Polynésie

#### Hawaïen
- Hine-Tu-Whenua, déesse hawaïenne du vent et des voyages sûrs.
- La'a Maomao, dieu hawaïen du vent et du pardon.
- Pakaa, dieu hawaïen du vent et inventeur de la voile.

##### Vents de Māui
Māui, le héros polynésien, a capturé ou tenté de capturer de nombreux vents au cours de ses voyages.
- Fisaga, la brise légère, le seul vent que Māui n'a pas réussi à capturer.
- Mata Upola, le vent d'est.
- Matuu, le vent du nord.

#### Maori
- Hanui-o-Rangi.
- Tāwhirimātea, dieu maori du temps, notamment du tonnerre et des éclairs, du vent, des nuages et des tempêtes.

## Amérindien

### Amérique du Nord

#### Anishinaabe
- Epigishmog, dieu du vent d'ouest et être spirituel du destin ultime.

#### Cherokee
- Oonawieh Unggi, ancien esprit du vent.

#### Iroquois
- Da-jo-jo, panthère puissante, esprit du vent d'ouest.
- Gǎ-oh, esprit du vent.
- Ne-o-gah, doux esprit fauve du vent du sud.
- O-yan-do-ne, esprit de l'élan du vent d'est.
- Ya-o-gah, esprit destructeur de l'ours du vent du nord, arrêté par Gǎ-oh.

#### Inuit
- Silap Inua, dieu de la météo qui représente le souffle de vie et incite les enfants à se perdre dans la toundra.

#### Lakota
- Okaga, déesse de la fertilité des vents du sud.
- Taku Skanskan, maître capricieux des quatre vents.
- Tate, dieu ou esprit du vent dans la mythologie lakota.
- Waziya, géant des vents du nord qui apporte le temps glacial, la famine et les maladies.
- Wiyohipeyata, dieu des vents d'ouest qui veille sur les débuts et les événements de la journée.
- Wiyohiyanpa, dieu des vents d'est qui supervise les débuts et les événements de la journée.
- Yum, fils tourbillonnant d'Anog Ite.

#### Navajo
- Niltsi, allié des Jumeaux Héroïques et l'un des gardiens des dieux du soleil[3].

#### Pawnee
- Hotoru, donneur de souffle invoqué lors des cérémonies religieuses[4].

### Amérique centrale et Caraïbes

#### Aztèque

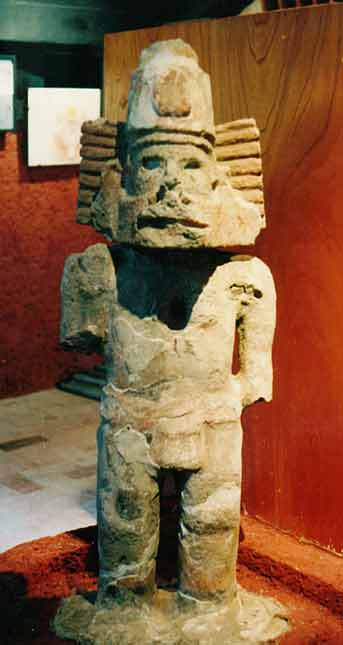
Statue d'Ehecatl, exposée à l'INAH

- Cihuatecayotl, dieu du vent d'ouest.
- Ehecatotontli, dieux des brises.
- Ehecatl, dieu du vent.
- Mictlanpachecatl, dieu du vent du nord.
- Tezcatlipoca, dieu du vent nocturne et des ouragans.
- Tlalocayotl, dieu du vent d'est.
- Vitztlampaehecatl, dieu du vent du sud.

#### Maya
- Hurácan, dieu créateur maya K'iche' des vents, des tempêtes et du feu.
- Pauahtuns, divinités du vent associées aux Bacab et Chaac.

#### Taïnos
- Guabancex, déesse du vent et des ouragans.

### Amérique du Sud

#### Quechua
- Huayra-tata, dieu des vents.

#### Brésil
- Iansã / Oyá, déesse des vents.